# Államok vezetőinek listája 82-ben
Ezen az oldalon az i. sz. 82-ben fennálló államok vezetőinek névsora olvasható földrészek, majd országok szerinti bontásban. 

## Európa
- Boszporoszi Királyság
  - Király: I. Rhészkuporisz (68/69–93/94)

- Dák Királyság
  - Király: Duras (70–87)

- Római Birodalom
  - Császár: Domitianus (81–96) 
    - Consul: Domitianus császár
    - Consul: Titus Flavius Sabinus
    - Consul suffectus: Servaeus Innocens
    - Consul suffectus: Lucius Salvius Otho Cocceianus
    - Consul suffectus: Gaius Arinius Modestus
    - Consul suffectus: Publius Valerius Patruinus
    - Consul suffectus: Lucius Antonius Saturninus
    - Consul suffectus: Marcus Larcius Magnus Pompeius Silo
    - Consul suffectus: Titus Aurelius Quietus

  - Britannia provincia
    - Legatus: Cnaeus Iulius Agricola (78–84)

## Ázsia
- Armenia
  - Király: Szanatrukész (75–110)

- Elümaisz
  - Király: Phraatész (70-90)

- Hsziungnuk
  - Sanjü: Huhszie Sicsu Huti (63-85)

- Ibériai Királyság
  - Király: I. Mithridatész (58–106)

- India
  - Anuradhapura
    - Király: Vaszabha (67–111)

  - Indo-pártus Királyság
    - Király: Szanabarész (kb. 80)

- Japán
  - Császár: Keikó (71–130)

- Kína (Han-dinasztia)
  - Császár: Han Csang-ti (75–88)

- Korea
  - Pekcse
    - Király: Kiru (77–128)

  - Kogurjo
    - Király: Thedzso (53–146)

  - Silla
    - Király: Phasza (80–112)

  - Kaja államszövetség
    - Király: Szuro (42–199?)

- Kusán Birodalom
  - Király: Vima Takto (80–90)

- Nabateus Királyság
  - Király: II. Rabbel (70–106)

- Oszroéné
  - Király: VI. Abgar (71–91)

- Pártus Birodalom
  - Nagykirály: II. Pakórosz (78–115)
- Római Birodalom
  - Syria Provincia
    - Praefectus: Lucius Ceionius Commodus (78–82)

## Afrika
- Római Birodalom
  - Aegyptus provincia
    - Praefectus: Gaius Tettius Africanus Cassianus Priscus (80–82)

- Kusita Királyság
  - Kusita uralkodók listája

## Fordítás
Ez a szócikk részben vagy egészben  a   Liste der Staatsoberhäupter 82 című német Wikipédia-szócikk ezen változatának fordításán alapul.  Az eredeti cikk szerkesztőit annak laptörténete sorolja fel. Ez a jelzés csupán a megfogalmazás eredetét és a szerzői jogokat jelzi, nem szolgál a cikkben szereplő információk forrásmegjelöléseként.